# Gjergj Arianiti

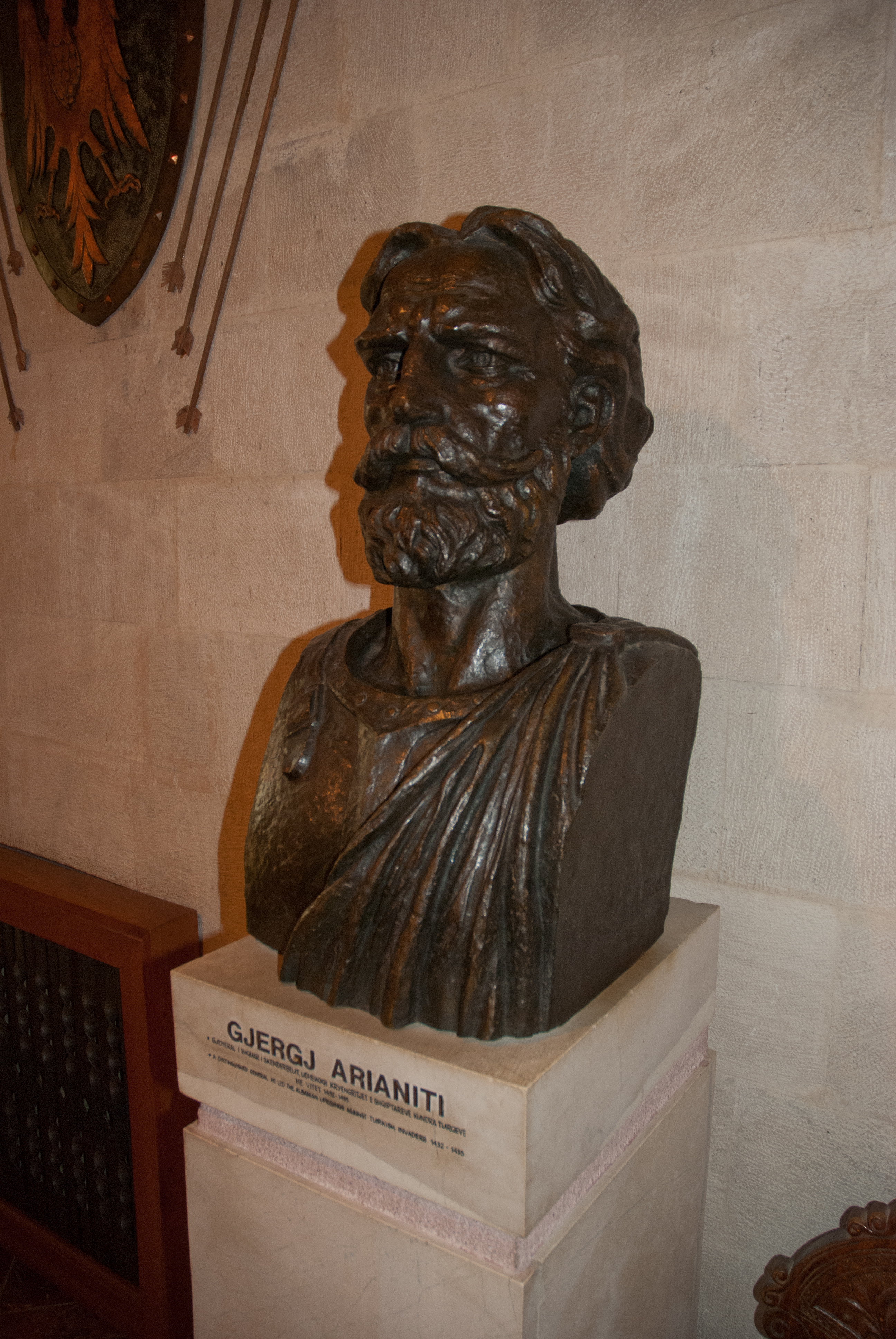
Gjergj Arianiti – Büste im Skanderbeg-Museum in Kruja

Gjergj Arianiti (* 1383; † 1462 in Durrës oder Shkodra) war ein albanischer Adliger und einer der Anführer des Widerstands der Albaner gegen das Osmanische Reich. Er war der Vater von Donika Kastrioti und Angelina von Serbien, Schwiegervater von Skanderbeg und Großonkel von Moisi Arianit Golemi. Arianiti gehörte kurz zu den Verbündeten in Skanderbegs Liga von Lezha.

## Name
Gjergj Arianiti, im Englischen auch George Aryaniti, hieß mit vollem Namen Gjergj Arianiti Thopia Komneni. Er selbst nannte sich in einem Brief an den König von Neapel Komninovic. In slawischen Sprachen finden sich auch Formen wie Golem Arianit Komnenovic und Golemi Arenit Cominovich. In einem Dokument aus dem Jahr 1452 wird er als Golemi Arenit Comninovich de Albania erwähnt. Das slawische Wort golem bedeutet „groß“. Die Form Haryanites findet sich außerdem in einem französischen Dokument aus der Zeit der Regentschaft des französischen Königs Karl VII.

## Leben
Arianiti wurde 1383 als ältester von drei Söhnen des albanischen Aristokraten Komnen Arianiti geboren. Er heiratete die Adlige Maria Muzaka und erhielt so ein Herrschaftsgebiet, das von Mallakastra bis Vlora reichte. Seine Herrschaft erstreckte sich eventuell sogar bis nördlich von Debar. Das Zentrum lag zwischen Librazhd und Elbasan. Seine Herrschaft war die erste Verteidigungslinie gegen viele der osmanischen Feldzüge und eines der Zentren der Liga von Lezhë.
Im Jahr 1423 fiel sein Herrschaftsgebiet unter osmanische Oberhoheit und Arianiti lebte wahrscheinlich im Sultanspalast als Geisel, um die Loyalität seiner Stammesangehörigen zu sichern. Erst 1427 kehrte er nach Albanien zurück.

### Aufstand 1432–1436
Die osmanische Eroberung Albaniens brachte das osmanische Rechts-, Politik- und Wirtschaftssystem ins Land und drohte, das Feudalsystem zu zerstören und die Autonomie der Albaner zu beenden. Diese Entwicklungen nahmen Arianiti viel Macht, wurde er doch zu einem Vasallen des Sultans. Diese drastischen Veränderungen führten zu Aufständen gegen die Osmanen, die auch von Arianiti angeführt wurden.
Im Frühjahr 1432, nach dem Ende der ersten Phase der osmanischen Reformen, brach ein Aufstand aus, der sich in weiten Teilen Albaniens ausbreitete. Die ersten Revolten begannen in Zentralalbanien, als Andreas II. Thopia gegen die osmanische Herrschaft aufbegehrte und eine kleine osmanische Einheit in den Bergen Zentralalbaniens besiegte. Sein Sieg inspirierte andere Fürsten zum Aufstand, insbesondere auch Arianiti. Der war zunächst besorgt, sah aber eine Gelegenheit, die ihm von seinem Vater hinterlassenen Herrschaften zu retten. Als sie von den Aufständen hörten, kehrten viele politische Feinde von Arianiti, die als Sipahi für die Osmanen kämpften, vom Sultanspalast in Edirne nach Albanien zurück. Als sie Albanien erreichten, verbannte Arianiti sie sofort. Er setzte sich damit an die Spitze eines bewaffneten Aufstands, der von den Bauern begonnen wurde. Durrës, die Region Tirana und Nikolla Dukagjini im Norden schlossen sich an.
Die Hohe Pforte antwortete auf die Aufstände mit der Entsendung einer Armee unter erfahrenen Kommandanten nach Albanien. Dagno in Nordalbanien fiel und die mit den Osmanen kooperierende Adelsfamilie Thopia erhielt ihre Herrschaft zurück. Nach einem starken Gegenangriff von Arianiti wurden die Osmanen bald besiegt. Dieser Sieg verstärkte den Aufstand in Südalbanien, insbesondere in Kurvelesh. Der osmanische Sultan Murad II. machte sich daraufhin auf den Weg nach Albanien und entschied sich für ein Feldlager in Makedonien, von wo aus er eine Truppe von 10.000 Mann unter dem Kommando von Ali Bey nach Albanien sandte. Die Armee von Ali Bey ging im Winter 1432/33 durch die engen Täler des Shkumbin. In der Nähe von Buzurshekut (Bërzeshtës) überfielen die Albaner die osmanische Armee und schlugen die osmanischen Streitkräfte in die Flucht. Dieser Sieg stärkte die albanische Sache weiter und gab dem Widerstand Auftrieb.
Arianiti zerstörte auch eine zweite Armee, die von Ali Bey geschickt worden war, und ließ Hunderte Tote in den Tälern von Kuç bis nach Borsh zurück. Das Scheitern des zweiten osmanischen Feldzuges wurde europaweit bekannt. Die Staatenlenker Europas, darunter Papst Eugen IV., Alfons V. von Aragón, der römisch-deutsche Kaiser Sigismund, die Herrscher der Republiken Venedig und Ragusa, versprachen den Albanern Hilfe. In seiner dritten Schlacht (1434) wollte Arianiti Vlora und Kanina zurückerobern. Während der osmanischen Feldzüge von 1435/36 bewirkte Ali Bey allerdings zusammen mit Turahan Bey eine teilweise Unterwerfung der Albaner. Arianiti flüchtete in das Gebiet von Skrapari und Tomorica, wo er seinen Kleinkrieg gegen die Türken fortsetzte. Murad II. sah sich gezwungen, ihm stillschweigend das Gebiet zwischen Shkumbi und Vijosa als Herrschaftsgebiet zuzuerkennen.

### Bündnis mit Skanderbeg: 1443–1444
Im August 1443 lehnte sich Arianiti erneut gegen die Osmanen auf, wahrscheinlich auf Drängen von Papst Eugen IV. oder durch die Nachricht der Niederlage von Hadım Şehabeddin Pascha. Im Herbst 1443/Winter 1444 führte er seine Armee tief nach Makedonien. Zur gleichen Zeit wurden die Osmanen in der Schlacht von Niš (1443) besiegt. Der albanische Fürst Skanderbeg verließ die osmanische Armee und begann einen weiteren Aufstand. Skanderbeg verbündete sich schließlich mit anderen Adligen aus Albanien und Zeta in der Liga von Lezha. 1444 konnte Skanderbeg die Osmanen auf der Ebene von Torvioll (zwischen den heutigen Orten Librazhd und Pogradec) schlagen. Auch in den beiden folgenden Jahren gelangen der albanisch-zetischen Koalition Siege über die Osmanen.

### Erneuter Aufstand: 1449–1451
Anfang 1449 baten Skanderbeg und Arianiti die Venezianer um Schutz vor den Osmanen. Die Republik Venedig entschied sich jedoch für einen neutralen Ansatz, um den Frieden mit den Osmanen nicht zu gefährden, und lehnte die Bitte ab. Im Jahr 1449 verließ Gjergj Arianiti das Bündnis mit Skanderbeg.
Als Kruja 1450 von den Osmanen belagert wurde, zog der 67-jährige Gjergj Arianiti erneut in die Schlacht. Arianiti war einer der Kommandeure während der kurzen Belagerung von Durrës und der Belagerung von Dagno. Er unterstützte außerdem die Rückeroberung von Svetigrad mit 4000 Männern, bei der sein Bruder getötet wurde.
Im Jahr 1451, nachdem Alfons V. von Aragón den Vertrag von Gaeta mit Skanderbeg unterzeichnet hatte, unterzeichnete er ähnliche Verträge mit Gjergj Arianiti und anderen Fürsten aus Albanien: Gjin II. Muzaka, Gjergj Balšić, Pjetër Spani, Pal III. Dukagjini, Pjetër von Himara, Simon Zenevisi und Carlo II. Tocco.

### Sieg des Osmanischen Reiches: 1460–1462
Arianiti versammelte seine Streitkräfte zwischen 1460 und 1462 in der Burg von Sopot, neben Kanina eine der beiden Hauptstädte seines Reiches. Mehmet II. befahl seinen Truppen den Einmarsch nach Albanien, um eine Gruppe von Arianiti-Streitkräften anzugreifen. Anschließend umzingelte er Arianiti, indem er sich durch das Tal der Shushica bewegte. Doch die Taktik schlug fehl, Arianitis Truppen konnten sich lösen und die Osmanen in die Flucht schlagen. Um diesen Sieg zu feiern, wurde die Armee nach Galigat verlegt, nachdem die Osmanen Albanien vollständig verlassen hatten. Als diese jedoch von der Verlegung hörten, reisten sie nachts nach Albanien zurück. Der osmanische Befehlshaber nutzte Arianitis Abwesenheit aus, indem er mit seiner Hauptarmee einen großen Angriff auf die Burg von Sopot startete. Die Osmanen nahmen die Burg ein und aus Rache für die Niederlagen, die sie erlitten hatten, wurde die gesamte Bevölkerung getötet.

## Familienverhältnisse
Nach dem Tod seiner ersten Frau Maria Muzaka heiratete Arianiti 1449 in Venedig die italienische Aristokratin Pietrina Francone, Tochter von Oliviero Francone, Baron von Taurisano.
„Es ist so gut wie unmöglich alle Kinder des Georg Arianiti auf dessen beide Frauen aufzuteilen, doch hat es den Anschein, daß aus der zweiten Verbindung die geringere Zahl hervorging. Von den drei Söhnen stammt mit ziemlicher Wahrscheinlichkeit der älteste, Tommaso Comneno, aus der ersten Ehe, während Costantino und […] Arianit doch wohl Pietrina zur Mutter haben, da die vorstehende Reihenfolge urkundlich gesichert ist und für die Geburt des Costantino die zweite Verbindung als ausgemacht gelten darf.“
1. Comneno Arianiti ⚭ eine Tochter von Nicola Sakati, Baron von Sendia[15]
  1. Gjergj Arianiti (* 1383; † 1462 in Durrës oder Shkodra) 1. ⚭ Maria Muzaka; 2. ⚭ Pietrina Francone[17]
    1. Andronika (meist kurz Donika) ⚭ Gjergj Kastrioti Skanderbeg, Herr von Kruja, Mat und Dibra
      1. Gjon II., 1468 Herr von Kruja (flieht mit seiner Mutter ins Königreich Neapel), 1468–1481 Herr von Monte Sant’Angelo und San Giovanni Rotondo (im Tausch erhielt San Pietro in Galatina), 1481 1. Herzog von San Pietro in Galatina, 1. Graf von Soleto, ab 25. September 1463 venezianischer Patrizier, ab 10. Februar 1495 Herr von Gagliano und Oria; ⚭ Irena Branković (auch: Irene, Irina), Tochter des Despoten Lazar Branković und Elena Paleologa[18][19]
        1. Elena ⚭ Elia Černetić (italienisiert: Elia Cernovicchio)[20]
        2. Giorgio Kastrioti (* um 1476; † 1540), 1498 Schatzmeister des Herzogtums Amalfi,[21] kämpfte von 1499 bis 1501 an der Seite der Republik Venedig, ab 10. August 1503 neapolitanischer Patrizier; ⚭ Bernardina Coppola, Tochter von Guido, Patrizier von Scala[22]
        3. Constantino Kastrioti (Bischof von Isernia, * 1477; † 1500; beerdigt im Kreuzgang der Kirche Santa Maria la Nova in Neapel)[23]
        4. Federico Kastrioti (? - ?)[24]
        5. Ferdinando Kastrioti, genannt Ferrante (* ?; † 17. Dezember 1561 in Kalabrien), seit 30. Juli 1516 2. Herzog von San Pietro in Galatina, 2. Graf von Soleto, venezianischer Patrizier, Herr von Salignano, Aradeo, Bagnolo und Torrepaduli (Ruffano)[25] ⚭ Adriana Acquaviva d'Aragona der Herzöge von Nardò[22]

      2. Maria († 19. Oktober 1569), venezianische Patrizierin

    2. Gojsava o Voisava ⚭ Ivan Crnojević, Herr von Zeta[26]
      1. Đurađ († 1514)[27]
      2. Maksim wurde Muslim und herrschte ab 1514 unter dem Namen Skanderbeg als osmanischer Sandschakbey über Montenegro[27]

    3. Anna (auch Chiranna) ⚭ Nikollë II. Dukagjini[Anm. 1], Herr von Dukagjini[15]
      1. Draga († 1462 in Venedig)[28]
      2. Progon wurde Muslim unter dem Namen Ahmed (Dukakinoğlu Ahmed Pascha), Großwesir des Osmanischen Reiches ⚭ eine Tochter von Bayezid II.[Anm. 2][29]
        1. Dukagin-zâde Mehmed Pascha[Anm. 3][30] ⚭ Gewher-i Mülûk-Sultân, eine Tochter von Bayezid II.[31]
          1. Dukagin-zâde Osman Efendi[Anm. 4][32]
            1. Mahmud[31]

    4. Helena ⚭ Gjergj Dukagjini, Herr von Sadrima (Zadrima)[15]
    5. Despina ⚭ Tanush Dukagjini, Herr von Fanti (Fan), Paliti (Pult), Flati (Flet) e Sati (Shat)[15]
    6. Angelina ⚭ Stefan Branković[33]
      1. Đorđe († 18. Januar 1516)[34], 1486–1496, serbischer Titulardespot ⚭ Isabella del Balzo, Tochter von Angilberto[35][33]
        1. Isabella-Militza (auch Elisabeth, Elisabetta, Lizabeta oder Milica; serbisiert Jelisaveta-Militza) ⚭ Alessio Span (alb. Lekë Shpani), Herr von Drisht[36]
          1. Marco[36]
          2. Biasio ⚭ Caterina Contarini[37]
          3. Alessandro ⚭ Elisabetta di Moloria[38]
          4. Lucia ⚭ Pjetër I. Engjëll[39]
            1. Alessio († vor 1545 im Krieg gegen die Osmanen)
            2. Paolo II. († 1573), Pfarrer von Briana, Fraktion von Noale
            3. Giovanni Demetrio († 1571) ⚭ Francesca Magna
            4. Andrea II. († 1581)
            5. Girolamo I. (Geronimo; † 1591) ⚭ Orsola (Ursula) Bini (oder Baruzzi)

          5. Angelina ⚭ Stefani di Polog[40]
          6. Andriana ⚭  Giovanni Michiel[38]
          7. Demetra o Demetria ⚭ Marco Ungri[40]

      2. Jovan (* 1462 ca.;  † 1502), 1496–1502 serbischer Titulardespot ⚭ Elena Jakšić, Tochter von Stefan[33][41]
        1. Maria ⚭ Ferdinand Frankopan, Ban von Kroatien[41]
          1. Katarina ⚭ Nikola Šubić Zrinski[41]

        2. Elena ⚭ Petru IV. Rareș Woiwode des Fürstentums Moldau[41]
        3. Hana († 1578) ⚭ Fedor Sangusko, Marschall von Wolhynien[41]
          1. Roman[41]

        4. Maria Maddalena ⚭ Aleksandar Czartoryski, Herzog von Wolhynien[41]
        5. Despina Milica ⚭ Neagoe Basarab, Herr der Walachei[41]

      3. Maria (* 1466; † 27. August 1495 in Casale) ⚭ 1485 Bonifatius III. Paleologo (* 1424; † 1494), Marquis von Montferrat (1483–1494), Nachkomme von Kaiser Andronikos II. Palaiologos  und Irene von Monferrato[33][42][43]
        1. Guglielmo (* 10. August 1486 im Schloss von Pontetestura), Marquis von Montferrat (1494–1518)[44][45]
        2. Giovanni Giorgio (* 20. Januar 1488)[46][14]

    7. Comita ⚭ Gojko Balšić, Herr von Misia; Sohn von Stefano Maramonte und Vlajka Kastrioti
      1. männlich († in Ungarn)[47]
      2. männlich († in Ungarn)[47]
      3. Maria Balšić ⚭ Giacomo Alfonso Ferrillo, 1483 Graf von Muro Lucano[48][47]

    8. Katherina 1. ⚭ Andreas Span; 2. ⚭ Niccolò Boccali, Feldherr und Condottiere; 3. Mercurio Bua, Feldherr und Condottiere, Graf von Aquino und Roccasecca[49][50]
      1. Costantino († in Venedig)[49][51]
      2. Manoli[49]

    9. Costantino (* um 1456 wahrscheinlich in Durrës; † 8. Mai 1530) ⚭ 1489 Francesca, leibliche Tochter von Bonifatius III. Paleologo[52]
      1. Arianit († 16. November 1551),  Befehlshaber päpstlicher Truppen ⚭ ?[53][54]
        1. eine Tochter[54]

      2. Andronika († um 1544) ⚭  Carlo III. Tocco (* um 1465; 1518 in Rom), Titulargraf von Zante und Titulardespot von Arta, Sohn von Leonardo III. und Milizia (oder Milica), der Tochter von Lazar II. Branković[55]
        1. Leonardo IV. (*151…; † 1564), Herr von Refrancore, venezianischer Patrizier ⚭ Maddalena (Graziosa) Colli (* ?, † nach 9. Juni 1583)[55][56]
          1. Carlo (* ?, † nach 6. Juni 1564), venezianischer Patrizier[57]
            1. Costanza, venezianische Patrizierin ⚭ Gian Francesco Arnuzzi de’ Medici, Patrizier von Alessandria[58]
              1. Marcello[58]
              2. Violante[58]
              3. Giordano[58]

            2. Giovan Domenico Leonardo[58]

          2. Francesco († 16. August 1596), venezianischer Patrizier, Herr von Refrancore, Hauptmann der Infanterie ⚭ Veronica Malaspina († nach 7. Juli 1611)[57]
            1. Leonardo V. († 24. Januar), venezianischer Patrizier, Herr von Refrancore ⚭ 28. November 1613 Francesca Pignatelli[59]

          3. Giovanni († 12. Mai 1626), venezianischer Patrizier, Herr von Refrancore, Infanteriekapitän in Portugal ⚭ 22. April 1591 Beatrice Salinas de Hermosa[60]
            1. Carlo († 14. Februar 1674), neapolitanischer Patrizier, Herr von Refrancore, Fürst von Montemiletto, Baron von Montefalcione, Manocalzati und Serra usw. ⚭ 22. Juni 1614 Ippolita Caracciolo[61]
            2. Gonsalvo, neapolitanischer und venezianischer Patrizier[62]
            3. Costanza († 1630), venezianische Patrizierin ⚭ 1621 Gian Francesco Arnuzzi de’ Medici[62]
            4. Porzia († 21. August 1650), venezianische Patrizierin ⚭ 9. Mai 1629 Francesco Muscettola[63]
              1. Giovanni Antonio[63]

          4. Costantino († vor 16. August 1596 in Portugal), venezianischer Patrizier, Herr von Refrancore, Infanteriekapitän in Portugal ⚭ Giuliana[60]
            1. Andronica, venezianische Patrizierin[63]

          5. Stratonica (Andronica; † nach 9. Juni 1583), venezianische Patrizierin[64]

      3. Pentesilea ⚭ Lekë III. Dukagjini, Sohn von Stefan und Angelina Span, Tochter von Alessio Span[65]
        1. Niccolò[66]
        2. Francesca[66]
        3. Maria[66]

      4. Ippolita (* um 1507; † 11. Oktober 1566 in Meldola) 1. ⚭ 1525 Zanobio de’ Medici, Sohn von Antonio; 2. ⚭  2. Februar 1532 Pio di Carpi, Graf von Verucchio[67]
        1. Costantino[67]
        2. Manfredo[67]
        3. Lionello Pio (* 25. September 1545 in Meldola; † 20. Januar 1571) ⚭ Ippolita dei Rossi, Tochter von Giulio Cesare, Graf von Caiazzo
          1. Lucrezia (* um 1540) ⚭ 1562 Paolo Sforza, Marquis von Proceno, Sohn von Bosio Sforza, Graf von Santafiore[67]

      5. Polissena ⚭ 1524 Rinaldo degli Ottoni[68]
        1. Pirro ⚭ Livia Ottoni, Tochter von Cesare[68]

      6. Daianira († 1572) ⚭ 1. Gaspare Trivulzio, Sohn von Erasmo; ⚭ 2. Giorgio Conte Trivulzio[68]
      7. Elena ⚭ 1546 Juan Conte de Luna[69]
        1. Giacomo[69]

    10. Arianit († vor 1489)[70] stand im Dienst Venedigs, lief dann zu den Osmanen nach Albanien über, wurde Sandschkbey von Himara; erlitt einen gewaltsamen Tod[71]
      1. Alibey[71]
      2. Iskenderbey[71]